# Haapasaari (ö i Nyland)
Haapasaari är en ö i Finland. Den ligger i sjön Lojo sjö och i kommunen Lojo i den ekonomiska regionen  Helsingfors  och landskapet Nyland, i den södra delen av landet, 60 km väster om huvudstaden Helsingfors. Öns area är 0,6 hektar och dess största längd är 140 meter i sydväst-nordöstlig riktning.